# 16802 Райнер
16802 Райнер (16802 Rainer) — астероїд головного поясу, відкритий 25 вересня 1997 року.
Тіссеранів параметр щодо Юпітера — 3,520.